# 高腰蝾螺
高腰蝾螺（学名：Turbo stenogyrus）是鐘螺目蝾螺科蝾螺属的一种。

## 分佈
主要分布于印度尼西亚、中国大陆、台湾，常栖息在潮间带到浅海的岩礁区。